# Nanchong
Nanchong (南充 ; pinyin : Nánchōng) est une ville du nord-est de la province du Sichuan en Chine.

## Subdivisions administratives
La ville-préfecture de Nanchong exerce sa juridiction sur neuf subdivisions - trois districts, une ville-district et cinq xian :
- le district de Shunqing - 顺庆区 Shùnqìng Qū ;
- le district de Gaoping - 高坪区 Gāopíng Qū ;
- le district de Jialing - 嘉陵区 Jiālíng Qū ;
- la ville de Langzhong - 阆中市 Lángzhōng Shì ;
- le xian de Nanbu - 南部县 Nánbù Xiàn ;
- le xian de Xichong - 西充县 Xīchōng Xiàn ;
- le xian de Yingshan - 营山县 Yíngshān Xiàn ;
- le xian de Yilong - 仪陇县 Yílǒng Xiàn ;
- le xian de Peng'an - 蓬安县 Péng'ān Xiàn.

## Religion
- La ville de Nanchong est le siège du diocèse catholique de Shunging fondé en 1946.

## Éducation
Quelques universités et instituts spécialisés se situent a Nanchong, notamment :
- China West Normal University (西华师范大学): http://www.cwnu.edu.cn/englishver/
- Southwest Petroleum University (西南石油大学): http://aa.swpu.edu.cn/en/

## Économie
L'agriculture est le pilier de l'économie de Nanchong, avec 80 % de la population située en zone rurale et engagée dans l'agriculture traditionnelle. L'industrie manufacturière de Nanchong s'appuie également sur les matières premières fournies par l'agriculture. Les principaux produits agricoles alimentaires sont le riz, l'orange, le ver à soie, et le porc.
La fabrication industrielle se compose surtout de produits pétroliers, de pièces automobiles, d'équipement mécanique, du textile et des matériaux de construction.
Au niveau des ressources naturelles, il existe une grande quantité de pétrole et de gaz naturel ainsi que la plus grande mine d'ardoise dans l'ouest de la Chine.
Le taux de travailleurs migrants quittant Nanchong pour des régions plus riches est particulièrement élevé.
Microfinance: Plusieurs organisations de microfinance spécialisées dans les petits prêts travaillent autour de Nanchong :
- Association for Rural Development of Yilong County (ARDY): http://en.ardysc.org.cn/
- Wokai: http://www.wokai.org/
- MicroCred Group (PlaNet Finance): http://www.microcredgroup.com/

## Personnalités
Zhang Shan (1968-), championne olympique de tir en 1992.